# 無支持政黨 (日本)
無支持政黨（日语：支持政党なし）是日本一个政党。創立於2013年7月1日，由佐野秀光建立。简称为“支持なし（しじなし）”。

## 概要
該黨成立以來多次參與全國大選，但沒有人贏得席位。該政黨黨魁有成立政治團体「新党本質」的經驗。
在2016年參議院選舉中，該黨獲得64萬的政黨票；由於日本的選舉必須由選民寫出候選者的部份或完整名稱，若選民寫了「無支持」，通常本意是不支持任何候選者，但在政黨票中卻會被視為支持「無支持政黨」，使其獲得選票。
其被一些媒體認為是具有誤導性的政黨名稱，批評該黨打算愚弄選民，因為實際上的「無支持政黨」通常是指無黨派而非支持該黨。

## 歷史

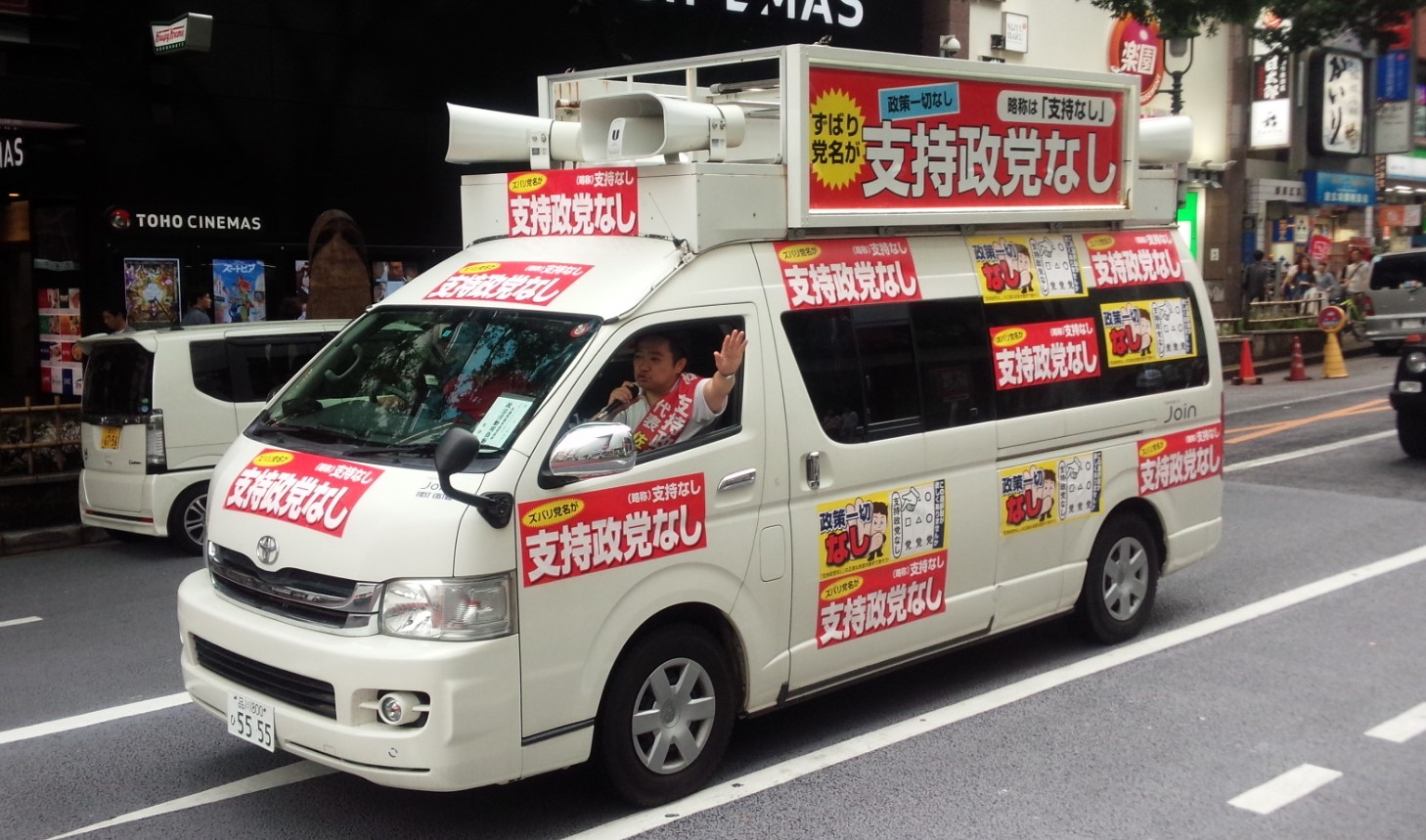
選舉車輛

該黨於2013年7月1日成立。成立以來多次提名候選人，但沒有人贏得席位。

### 47屆眾議院
提名兩位候選人。

### 24屆參議院
提名2位比例區、8位地方選舉區。

### 48屆眾議院
提名4名候選人。

## 外部連結
- 官方网站 （日語）